# كسوف الشمس 21 مايو 2031
سيحدث كسوف حلقي للشمس في 21 مايو 2031. يحدث كسوف الشمس عندما يمر القمر بين الأرض والشمس ، وبالتالي يحجب صورة الشمس كليًا أو جزئيًا عن مشاهد على الأرض.
يحدث الكسوف الحلقي للشمس عندما يكون القطر الظاهري للقمر أصغر من قطر الشمس ، مما يحجب معظم ضوء الشمس ويتسبب في أن تبدو الشمس وكأنها حلقة .
يظهر الخسوف الحلقي على شكل كسوف جزئي فوق منطقة من الأرض يبلغ عرضها آلاف الكيلومترات. حدث ذلك قبل 3.8 أيام فقط من نقطة الأوج (نقطة الأوج في 25 مايو 2031) ، سيكون القطر الظاهري للقمر أصغر.

## الصور
مسار متحرك

## الخسوفات ذات الصلة

### كسوف الشمس 2029-2032
هذا الكسوف هو جزء من سلسلة كسوف الشمس 2029-2032. يتكرر الكسوف في كل 177 يومًا تقريبًا و 4 ساعات في العقد المتناوبة من مدار القمر.
ملحوظة: الكسوف الجزئي للشمس في 14 يناير 2029 و 11 يوليو 2029 يحدث في مجموعة خسوف السنة القمرية السابقة.
| مجموعات سلسلة كسوف الشمس من 2029 إلى 2032 | مجموعات سلسلة كسوف الشمس من 2029 إلى 2032 | مجموعات سلسلة كسوف الشمس من 2029 إلى 2032 | مجموعات سلسلة كسوف الشمس من 2029 إلى 2032 | مجموعات سلسلة كسوف الشمس من 2029 إلى 2032 |
| ----------------------------------------- | ----------------------------------------- | ----------------------------------------- | ----------------------------------------- | ----------------------------------------- |
| عقدة تنازلية                              | عقدة تنازلية                              |                                           | عقدة تصاعدية                              | عقدة تصاعدية                              |
| 118                                       | يونيو 12, 2029 جزئي                       | 123                                       | ديسمبر 5, 2029 جزئي                       |                                           |
| 128                                       | يونيو 1, 2030 حلقي                        | 133                                       | نوفمبر 25, 2030 [الإنجليزية] كلي          |                                           |
| 138                                       | مايو 21, 2031 حلقي                        | 143                                       | نوفمبر 14, 2031 هجين                      |                                           |
| 148                                       | مايو 9, 2032 حلقي                         | 153                                       | نوفمبر 3, 2032 جزئي                       |                                           |

### ساروس 138
وهي جزء من دورة ساروس 138 وتتكرر كل 18 سنة و 11 يومًا وتحتوي على 70 حدثًا.
- بدأت السلسلة بكسوف جزئي للشمس في 6 يونيو 1472.
- يحتوي على كسوف حلقي من 31 أغسطس 1598 حتى 18 فبراير 2482
- مع كسوف هجين في 1 مارس 2500.
- خسوفً كلي من 12 مارس 2518 حتى 3 أبريل 2554.

تنتهي السلسلة في الحدث 70 ككسوف جزئي في 11 يوليو 2716. ستكون أطول مدة للإجمالي 56 ثانية فقط في 3 أبريل 2554.
| تحدث أعضاء السلسلة 25–35 بين عامي 1901 و 2100: | تحدث أعضاء السلسلة 25–35 بين عامي 1901 و 2100: | تحدث أعضاء السلسلة 25–35 بين عامي 1901 و 2100: |
| 25                                             | 26                                             | 27                                             |
| ---------------------------------------------- | ---------------------------------------------- | ---------------------------------------------- |
| </img> </br> 6 مارس 1905                       | </img> </br> 17 مارس 1923                      | </img> </br> 27 مارس 1941                      |
| 28                                             | 29                                             | 30                                             |
| </img> </br> 8 أبريل 1959                      | </img> </br> 18 أبريل 1977                     | </img> </br> 29 أبريل 1995                     |
| 31                                             | 32                                             | 33                                             |
| </img> </br> 10 مايو 2013                      | </img> </br> 21 مايو 2031                      | </img> </br> 31 مايو 2049                      |
| 34                                             | 35                                             |                                                |
| </img> </br> 11 يونيو 2067                     | </img> </br> 22 يونيو 2085                     |                                                |

### سلسلة ميتونيك
تكرر السلسلة ميتونيك كل 19 عامًا (6939.69 يومًا) ، وتستمر حوالي 5 دورات. تحدث الكسوف في نفس تاريخ التقويم تقريبًا. بالإضافة إلى ذلك ، تكرر سلسلة أوكتون الفرعية 1/5 من ذلك أو كل 3.8 سنوات (1387.94 يومًا). تحدث جميع الكسوفات في هذا الجدول عند العقدة الهابطة للقمر.
| سلسلة أوكتون مع 21 حدثًا بين 21 مايو 1993 و 2 أغسطس 2065 | سلسلة أوكتون مع 21 حدثًا بين 21 مايو 1993 و 2 أغسطس 2065 | سلسلة أوكتون مع 21 حدثًا بين 21 مايو 1993 و 2 أغسطس 2065 | سلسلة أوكتون مع 21 حدثًا بين 21 مايو 1993 و 2 أغسطس 2065 | سلسلة أوكتون مع 21 حدثًا بين 21 مايو 1993 و 2 أغسطس 2065 |
| مايو 20–21                                              | مارس 8–9                                                | ديسمبر 25–26                                            | اكتوبر 13–14                                            | اغسطس 1–2                                               |
| 98                                                      | 100                                                     | 102                                                     | 104                                                     | 106                                                     |
| ------------------------------------------------------- | ------------------------------------------------------- | ------------------------------------------------------- | ------------------------------------------------------- | ------------------------------------------------------- |
| مايو 21, 1955                                           | مارس 9, 1959                                            | ديسمبر 26, 1962                                         | اكتوبر 14, 1966                                         | اغسطس 2, 1970                                           |
| 108                                                     | 110                                                     | 112                                                     | 114                                                     | 116                                                     |
| مايو 21, 1974                                           | مارس 9, 1978                                            | ديسمبر 26, 1981                                         | اكتوبر 14, 1985                                         | اغسطس 1, 1989                                           |
| 118                                                     | 120                                                     | 122                                                     | 124                                                     | 126                                                     |
| مايو 21, 1993 [الإنجليزية]                              | مارس 9, 1997 [الإنجليزية]                               | ديسمبر 25, 2000 [الإنجليزية]                            | اكتوبر 14, 2004                                         | اغسطس 1, 2008                                           |
| 128                                                     | 130                                                     | 132                                                     | 134                                                     | 136                                                     |
| مايو 20, 2012                                           | مارس 9, 2016                                            | ديسمبر 26, 2019                                         | اكتوبر 14, 2023                                         | اغسطس 2, 2027                                           |
| 138                                                     | 140                                                     | 142                                                     | 144                                                     | 146                                                     |
| مايو 21, 2031                                           | مارس 9, 2035 [الإنجليزية]                               | ديسمبر 26, 2038 [الإنجليزية]                            | اكتوبر 14, 2042 [الإنجليزية]                            | اغسطس 2, 2046 [الإنجليزية]                              |
| 148                                                     | 150                                                     | 152                                                     | 154                                                     | 156                                                     |
| مايو 20, 2050 [الإنجليزية]                              | مارس 9, 2054 [الإنجليزية]                               | ديسمبر 26, 2057 [الإنجليزية]                            | اكتوبر 13, 2061 [الإنجليزية]                            | اغسطس 2, 2065 [الإنجليزية]                              |
| 158                                                     | 160                                                     | 162                                                     | 164                                                     | 166                                                     |
| مايو 20, 2069 [الإنجليزية]                              | مارس 8, 2073                                            | ديسمبر 26, 2076                                         | اكتوبر 13, 2080                                         | اغسطس 1, 2084                                           |

## روابط خارجية
- رسومات ناسا
  - خريطة تفاعلية للكسوف من وكالة ناسا